# Kościół Matki Bożej Wszechpośredniczki Łask i św. Antoniego z Padwy w Wodzisławiu Śląskim
Kościół Matki Bożej Wszechpośredniczki Łask i św. Antoniego z Padwy w Wodzisławiu Śląskim – kościół zbudowany w latach 1949–1952 według projektu Hanaka z Olzy. Wnętrze zostało zaprojektowane przez artystę plastyka Józefa Kołodziejczyka. Należy do parafii Jedłownik. Wybudowany jako zupełnie nowy, zastępując poprzedni drewniany z I połowy XVII w.